# Ariadna tovarensis
Ariadna tovarensis är en spindelart som beskrevs av Simon 1893. Ariadna tovarensis ingår i släktet Ariadna och familjen sexögonspindlar.
Artens utbredningsområde är Venezuela. Inga underarter finns listade i Catalogue of Life.